# Bestensee
Bestensee là một đô thị thuộc huyện Dahme-Spreewald, bang Brandenburg, Đức. Đô thị Bestensee có diện tích 37,79 km², dân số thời điểm 31 tháng 12 năm 2006 là 6601 người.